# José Luis López Cerrón
José Luis López Cerrón (* Valladolid, 15 de junio de 1956). Fue un ciclista español, profesional entre 1979 y 1985, cuyo mayor éxito deportivo lo logró en la Vuelta a España, donde conseguiría una victoria de etapa en la edición de 1981.
Fue director del Banesto. Es el director de la empresa Cadalsa Sport, organizadora de la Vuelta a Castilla y León.
Desde diciembre de 2012 hasta octubre de 2024 ha sido presidente de la Real Federación Española de Ciclismo.

## Palmarés
| 1979 - 1 etapa en la Volta a Cataluña' 1980 - 1 etapa en la Volta a Cataluña 1981 - 1 etapa en la Vuelta a España - Clásica de Primavera 1982 - 2º de la Clasificación General de la Vuelta a Castilla |